# 戊寅虏变
戊寅虏变，明朝崇祯十一年（清太宗崇德三年，1638年）八月到崇祯十二年（崇德四年，1639年）三月，明清战争中，清军第四次入塞。因为1638年是戊寅年，所以称为戊寅虏变，又称为北直隶山东之战。
1638年八月，清太宗皇太极命奉命大将军多尔衮与扬威大将军岳讬分领左右翼兵南下攻明侵掠。皇太极自领兵攻山海关外诸城，以牵制明军。九月，清军入墙子岭（今北京密云东北）、青山关（今河北迁西东北）攻进长城。明朝蓟辽总督吴阿衡在密云战死。十月，明京师戒严。明宣大总督卢象升入援，受命督各路援兵。清军由良乡（今北京大兴西）抵达涿州（今河北涿州），分三路南下。一路由涞水县攻易县，一路由新城攻雄县，一路由定兴攻安肃。卢象升由涿州进据保定，命诸道援兵分道出击。十一月初九，围攻高阳。明朝原兵部尚书、大学士孙承宗率军民凭城坚守。苦战三日，守军力竭，城破。孙承宗被执杀，其子孙死在战争中十九人。
十二月，清军一部进至巨鹿蒿水桥。卢象升率军五千人赴蒿水桥抗击。刚交战，明朝总兵王朴引兵逃跑。卢象升匆忙调整兵力，重新布陣：自率主力居中督战，部将虎大威、杨国柱分领左、右路冲击，激战一夜，明军陷入重围。卢象升督兵鏖战，炮尽矢绝。虎大威请求突围，卢象升不许，手持长剑，领兵众奋勇冲杀，斩杀清军数十人，最后真不敌众，卢象升战死，所部除虎大威、杨国柱两将率少数突外，其余全军覆没。
清军转战山西，复折而南，又攻入山东。下临清、会通河，连克山东州县。1639年正月，明朝杨嗣昌以德州慰南北通道，令山东巡抚颜继祖率部三千人抵御，以致济南府只有千余人守兵，城防空虚。明朝巡按御史宋学朱、布政使张秉文等商议坚守济南之策，向朝廷告急，没有结果，督师中官高起潜刚刚移师临清，拥兵不救，总兵祖宽、倪宠坐视不管。清军长驱直入济南城郊，随即发动攻势。张秉文等分门拒守，昼夜不解衣甲，但是没有援兵；寡不敌众，济南城破，俘虏明宗室德王朱由枢，被执杀和自杀的郡王、将领达10余人。兵民死者无数。
明朝廷调遣陕西三边总督洪承畴总督蓟辽，孙传庭总督保定、山东、河北。孙传庭会兵十八万援济南，不敢进军。二月，清军回师。此次南下，前后五个月，转掠数千里，攻破一府三州五十七县，俘虏人畜四十六万二千余。三月，清兵直趋丰润；被明总兵杨政率师击退，不久，京畿各镇兵马在太平塞又败清军，清军转至迁安东北冷口。清军见明军有备，出青山口北返。